# Blanche Yurka

Blanche Yurka

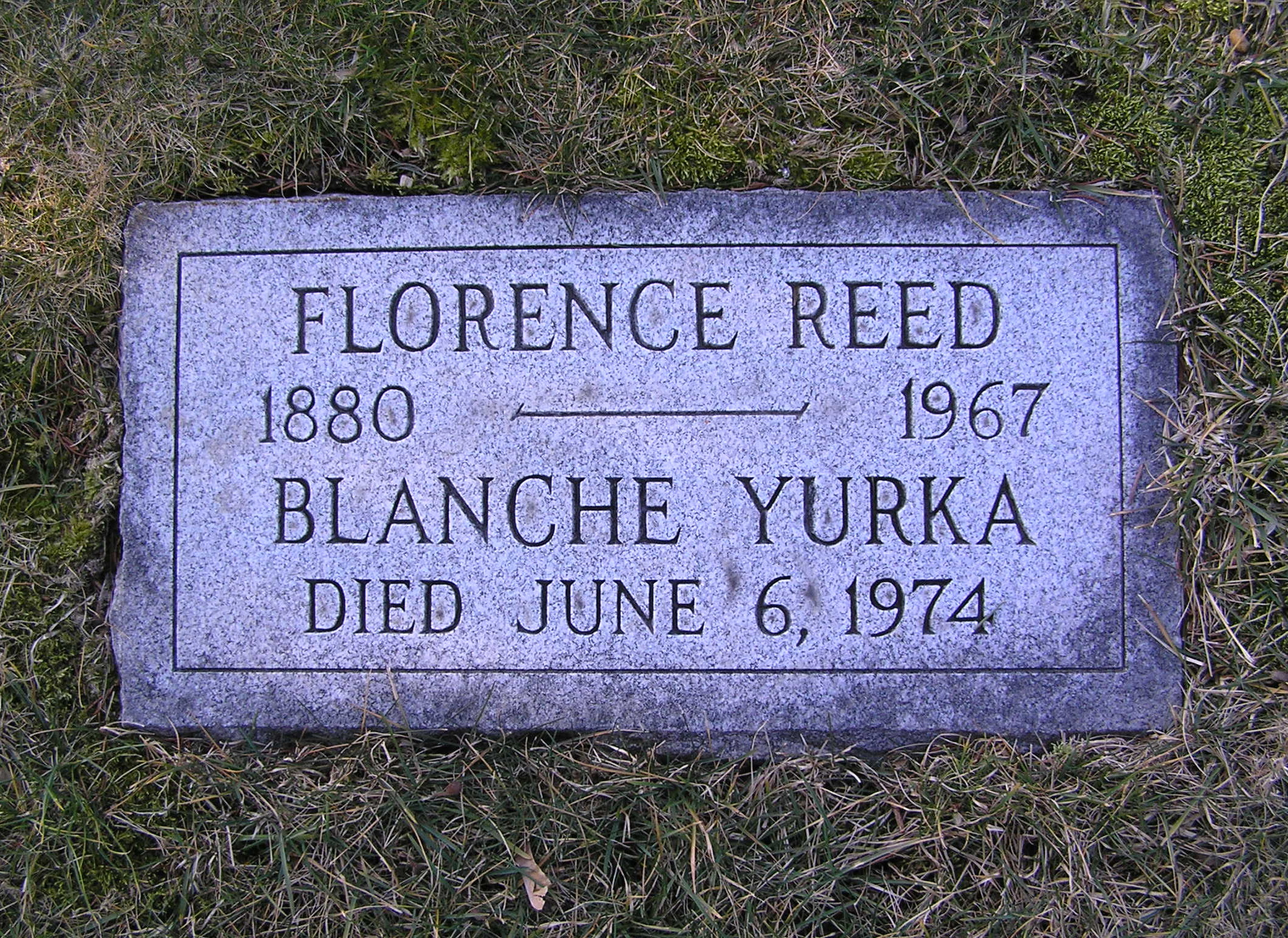
Grab mit der befreundeten Schauspielerin Florence Reed im Kensico Cemetery

Blanche Yurka (* 18. Juni 1887 in Saint Paul, Minnesota, als Blanche Yourka; † 6. Juni 1974 in New York City) war eine US-amerikanische Schauspielerin.

## Leben
Blanche Yurka begann zunächst ihre Showkarriere als Opernsängerin und hatte unter anderem kleinere Rollen an der Metropolitan Opera. Sie wechselte zur Schauspielerei und debütierte als Theaterschauspielerin am Broadway im Jahre 1906. Vor allem in klassischen Stücken konnte Yurka am Broadway zahlreiche Erfolge verzeichnen, so etwa als Königin Gertrude in der berühmten Hamlet-Produktion mit John Barrymore. Gelegentlich arbeitete sie auch als Theaterregisseurin sowie Autorin. Obwohl sie bereits 1917 ihren ersten Film gedreht hatte, war Yurka eher kritisch gegenüber der Filmschauspielerei eingestellt. Ihre wohl berühmteste Filmrolle war die Revolutionärin Madame Defarge in der Dickens-Verfilmung Flucht aus Paris (1935), für die sie exzellente Kritiken erhielt. Außerdem verkörperte sie die verwitwete Mutter von Zachary Scott in Jean Renoirs Western Der Mann aus dem Süden (1945). Ab den 1950er-Jahren war sie auch in einigen Fernsehserien zu sehen.
In den Jahren von 1922 bis 1926 war Yurka mit dem Schauspieler Ian Keith verheiratet, die Ehe blieb kinderlos. Nachdem sie bis in die späten 1960er-Jahre als Schauspielerin gearbeitet hatte, verstarb Blance Yurka 1974 im Alter von 86 Jahren an den Folgen einer Arteriosklerose.

## Filmografie (Auswahl)
- 1917: National Red Cross Pageant
- 1919: She’s Everywhere
- 1935: Flucht aus Paris (A Tale of Two Cities)
- 1940: Im Taumel der Weltstadt (City for Conquest)
- 1940: Queen of the Mob
- 1942: A Night to Remember
- 1943: Hitler’s Madman
- 1943: Das Lied von Bernadette (Song of Bernadette)
- 1944: The Bridge of San Luis Rey
- 1944: Cry of the Werewolf
- 1945: Der Mann aus dem Süden (The Southerner)
- 1946: 13 Rue Madeleine
- 1950: Die Farm der Besessenen (The Furies)
- 1952: Die Söhne der drei Musketiere (At Sword's Point)
- 1959: Donner in der Sonne (Thunder in the Sun)